# Panaxia kurdistanica
Panaxia kurdistanica är en fjärilsart som beskrevs av Thomas 1983. Panaxia kurdistanica ingår i släktet Panaxia och familjen björnspinnare. Inga underarter finns listade i Catalogue of Life.